# Crema de ensaladas

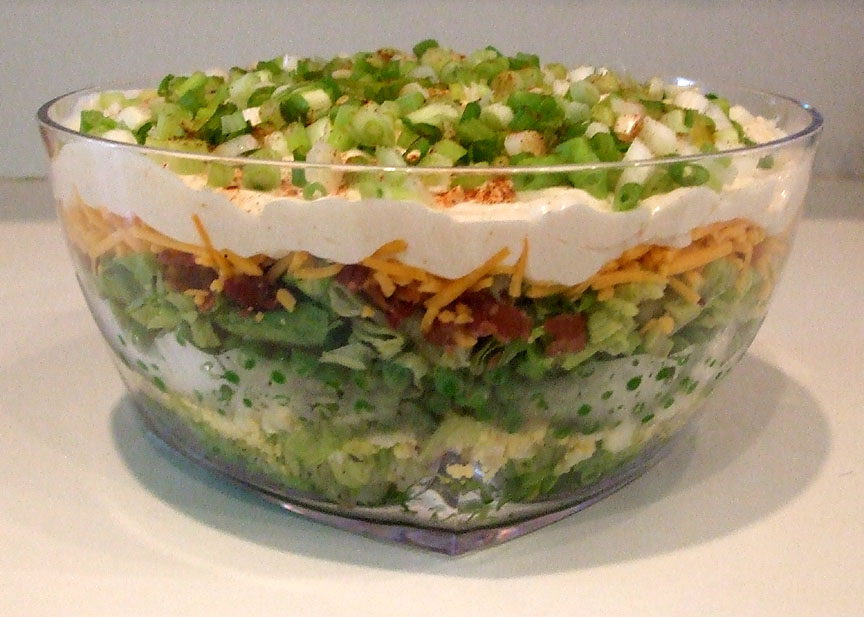
Ensalada de siete capas que contiene la crema en una de ellas.

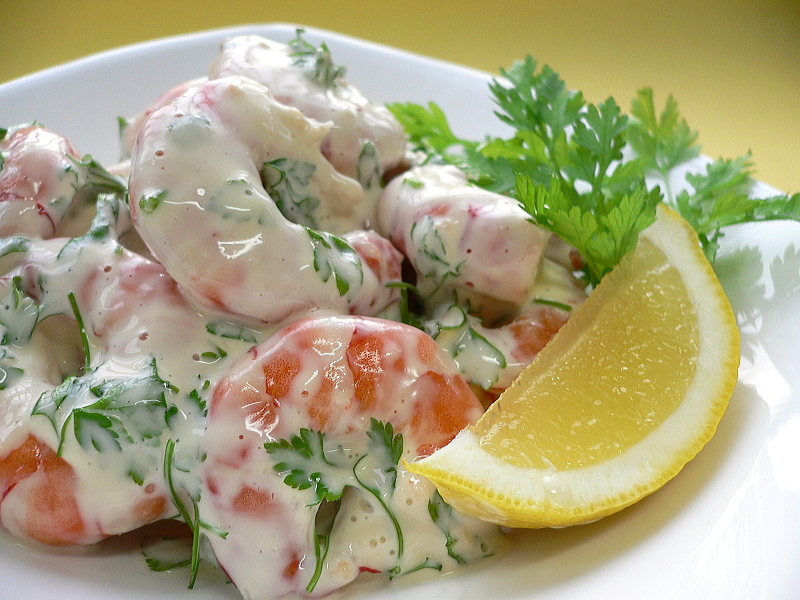
Crema de ensaladas con langostinos.

La crema de ensaladas es una salsa emulsionada de color aproximadamente amarillo que ronda la cantidad de un cuarto (a mitad) de aceite en agua. Su elaboración era similar a la de la mayonesa (mezcla de yema de huevo y vinagre), y su empleo en las preparaciones de las ensaladas cobra su nombre.  

## Usos
Fue introducido en la cocina anglosajona en los años 1920s, y permaneció popular como aliño de ensaladas así como pasta para untar los sandwiches. 